# Didak Alkalski
Didak Alkalski (španj. San Diego de Alcalá; San Nicolás del Puerto, Sevilla, 1400. – Alcalá de Henares, 12. studenog 1463.), katolički svetac. Bio je brat laik u Redu Manje braće (franjevci).

## Životopis
Njegovi su ga osiromašeni roditelji dali na skrb pustinjaku koji je živio nedaleko od Didakova rodnog grada San Nicolasa del Puerto. Osjetivši poziv u redovnički život stupio je u franjevački red u samostanu Arizafa, te je primljen kao brat laik, to jest kao redovnik koji neće biti ređen za svećenika. Godine 1445. izabran je za gvardijana franjevačke zajednice u Fuerteventuri na Kanarskim otocima. Premda je bilo izvan redovitih pravila da bi brat laik bio poglavar, u njegovu je slučaju velika revnost i razboritost opravdala izbor.
Godine 1449. pozvan je ponovno u Španjolsku, a odatle se zaputio u Rim na proglašenje svetim Bernardina Sijenskog 1450. U Rimu je ostao kao bolničar u samostan Ara Coeli, a njegovi životopisci spominju čudesna ozdravljenja mnogih od onih za koje je skrbio. Na koncu se vratio u Španjolsku te preostale godine svoga života proveo u samostanu u gradu Alcalá, gdje se posvetio pokori, samoći i kontemplaciji.
Didaka je proglasio svetim papa Siksto V. 1588. Spomen mu se slavi, osobito među franjevcima, 13. studenog. U njegovu je čast nazvan američki grad San Diego. Tijelo mu je ostalo neraspadnuto.

## Vanjske poveznice
- Katolička enciklopedija: Sveti Didak Alkalski (engl.)

### Ostali projekti
|  | Zajednički poslužitelj ima još gradiva o temi Didak Alkalski |